# Matthew Rich
Pour les articles homonymes, voir Rich.
Matthew Rich (né le 24 juin 1987 à Glasgow, en Écosse) est un joueur et entraîneur professionnel anglais de hockey sur glace.

## Carrière de joueur
Joueur d'origine écossaise, il a commencé sa carrière professionnelle avec les Édimbourg Capitals lors de la saison 2005-2006. Il débuta la saison suivante avec les Newcastle Vipers avant de passer aux Manchester Phoenix. Il évolue toujours avec cette équipe lors de la saison en cours.
Il a aussi représenté l'Écosse à diverses compétitions internationales juniors.

## Statistiques
| Saison    | Équipe             | Ligue         |    | Saison régulière | Saison régulière | Saison régulière | Saison régulière | Saison régulière |   | Séries éliminatoires | Séries éliminatoires | Séries éliminatoires | Séries éliminatoires | Séries éliminatoires |
| Saison    | Équipe             | Ligue         | PJ | B                | A                | Pts              | Pun              | PJ               | B | A                    | Pts                  | Pun                  |                      |                      |
| 2005-2006 | Édimbourg Capitals | Challenge Cup | 6  | 0                | 0                | 0                | 0                |                  |   |                      |                      |                      |                      |                      |
| 2005-2006 | Édimbourg Capitals | EIHL          | 35 | 3                | 2                | 5                | 5                | 6                | 0 | 0                    | 0                    | 0                    |                      |                      |
| 2006-2007 | Newcastle Vipers   | Challenge Cup | 4  | 0                | 2                | 2                | 2                |                  |   |                      |                      |                      |                      |                      |
| 2006-2007 | Manchester hoenix  | Challenge Cup | 3  | 0                | 0                | 0                | 0                |                  |   |                      |                      |                      |                      |                      |
| 2006-2007 | Newcastle Vipers   | EIHL          | 5  | 0                | 0                | 0                | 2                |                  |   |                      |                      |                      |                      |                      |
| 2006-2007 | Manchester Phoenix | EIHL          | 44 | 1                | 4                | 5                | 4                | 2                | 0 | 0                    | 0                    | 0                    |                      |                      |
| 2007-2008 | Manchester Phoenix | EIHL          | 28 | 0                | 0                | 0                | 4                |                  |   |                      |                      |                      |                      |                      |